# (22199) Klonios
(22199) Klonios (4572 P-L) – planetoida z grupy trojańczyków okrążająca Słońce w ciągu 12,33 lat w średniej odległości 5,34 j.a. Odkryta 24 września 1960 roku.